# Mobile Suit Z Gundam: AEUG vs. Titans DX
Mobile Suit Z Gundam: AEUG vs. Titans DX (機動戦士Ζガンダム エゥーゴvs.ティターンズDX) est un jeu vidéo de tir au pistolet développé par Capcom et édité par Bandai en 2004 sur System 256, puis porté sur PlayStation 2 et GameCube. C'est l'adaptation en jeu vidéo de la série en arcade basée sur l'anime Mobile Suit Gundam ; il est plus précisément basé sur la deuxième série intitulée Mobile Suit Zeta Gundam et c'est une version améliorée de Mobile Suit Z Gundam: AEUG vs. Titans,.

## Portage

Logo de Mobile Suit Gundam: Gundam vs. Z Gundam

PlayStation 2
9 décembre 2004 : Mobile Suit Gundam: Gundam vs. Z Gundam
GameCube
9 décembre 2004 : Mobile Suit Gundam: Gundam vs. Z Gundam